# Raymond Williams
Raymond Henry Williams (Llanvihangel Crucorney, 31 augustus 1921 - Saffron Walden, 26 januari 1988) was een Welsh academicus, romanschrijver en literatuurcriticus. Hij was een invloedrijk figuur in Nieuw Links en in de bredere cultuur en zijn geschriften over politiek, cultuur, de massamedia en literatuur vormen een significante bijdrage aan de marxistische analyse van kunst en cultuur. Raymond Williams' werk vormt tevens de basis voor de vakgebieden cultural studies en de cultureel materialistische benadering.
In zijn latere leven was Williams een linkse Welsh-nationalist en lid van de socialistische onafhankelijkheidspartij Plaid Cymru. Williams eindigde in 2003-2004 via een internetpoll op de 94e plaats in de 100 Welsh Heroes-lijst.
Zijn roman Border Country (oorspronkelijk 1960; reprint 1988) kwam in 2014 uit in vertaling als Grensland.